# 雷恩博萊克斯 (新澤西州)
雷恩博萊克斯（英語：Rainbow Lakes）是位於美國新澤西州摩里斯縣的普查規定居民點。

## 人口
根據2020年美國人口普查的數據，雷恩博萊克斯的面積為3.11平方千米，當中陸地面積為2.84平方千米，而水域面積為0.27平方千米。當地共有人口1255人，而人口密度為每平方千米403.54人。